# Agriculture en Irlande
L'agriculture en Irlande est principalement marquée par la place importante de l'élevage et des terres allouées à l'alimentation de ce dernier, soit par l'utilisation de fourrage, mais surtout par l'allocation d'une importante part du territoire irlandais aux prairies.

## Facteurs géographiques et historiques
L'agriculture Irlandaise d'aujourd'hui est le fruit d'un contexte géographique et historique bien particulier que nous allons dépeindre dans cette partie. 

### Contexte géographique, deux facteurs géographiques majeurs

#### Le climat
L’Irlande est caractérisé par un climat océanique voir hyper-océanique à l'ouest. C'est-à-dire que les hivers sont frais et humides et les étés doux et variables. Les précipitations se concentrent le plus souvent en saison froide pour un total d'environ 1000 mm/an environ (à l'ouest entre 1000 et 1400 et à l'est entre 750 et 1000).

#### Le sol
Le sol irlandais est pauvre en nutriment et peu fertile. Il est en général périglaciaire et trop humide, comme peuvent en témoigner les nombreuses tourbières présentes en Irlande.

### Contexte historique, trois points d'histoire à comprendre

#### La reconquête anglaise
La première conquête anglo-normande a peu marqué l'agriculture, cependant la reconquête anglaise plus tard a eu de nombreuses conséquences. Durant cette période les terres sont confisquées et distribuées aux land-lords anglais. En 1870, 80 % des terres cultivées par des Irlandais appartenaient aux land-lords.

#### Laréforme agraire
À ne pas confondre avec le remembrement qui lui a pour but la concentration de parcelle à des fins de production, la reforme agraire est la redistribution des terres de cultures. Elle s'est déroulée en deux fois. La première est associée à la culture celte qui a introduit très tôt le partage égal des terres entre les enfants. La seconde s'est déroulée après la Grande Famine afin de libérer les terres de l'aristocratie anglaise (land-lords). Cela a eu pour conséquence une taille des exploitations faibles, la surface agricole utile (SAU) est de 35 ha en Irlande contre 53 ha en France.

#### LaGrande Famine
Cela s'est traduit par une dynamique de déconcentration des campagnes irlandaise vers les colonies anglophones (USA, Canada...). Cette dynamique a persisté bien après ajoutant à cette cause, l’exode rural. Ainsi entre 1850 et 1950, la population rurale a diminué de 60 %.

## Importance économique
L'agriculture en Irlande représentait en 1973 près de 18 % du PIB du pays et près de 70 % des exportations du pays cette même année. Cependant l'Irlande connait des décennies successives de croissances importantes qui marginalisent l'agriculture dans l'économie du pays. Dans les années 1960 et 1970, l'emploi agricole baisse de 3 % par an puis de 2 % par an dans les années 1980, avant d'augmenter d'autant dans les années 1990.
En 1973, la population active agricole représentait 263 000 personnes soit 25 % de la population active occupée totale. Ce chiffre est passé à 85 000 travailleurs en 2010, soit 4,6 % de la population active occupée. La proportion de travailleurs à temps partiel dans l'agriculture est passée de 23 % en 1990, à 33 % en 2000, à 42 % en 2006 avant de retomber à 35 % en 2009. La part des femmes dirigeant une exploitation agricole est passée de 10,7 % en 2000 à 12,4 % en 2010.

## Structure agraire

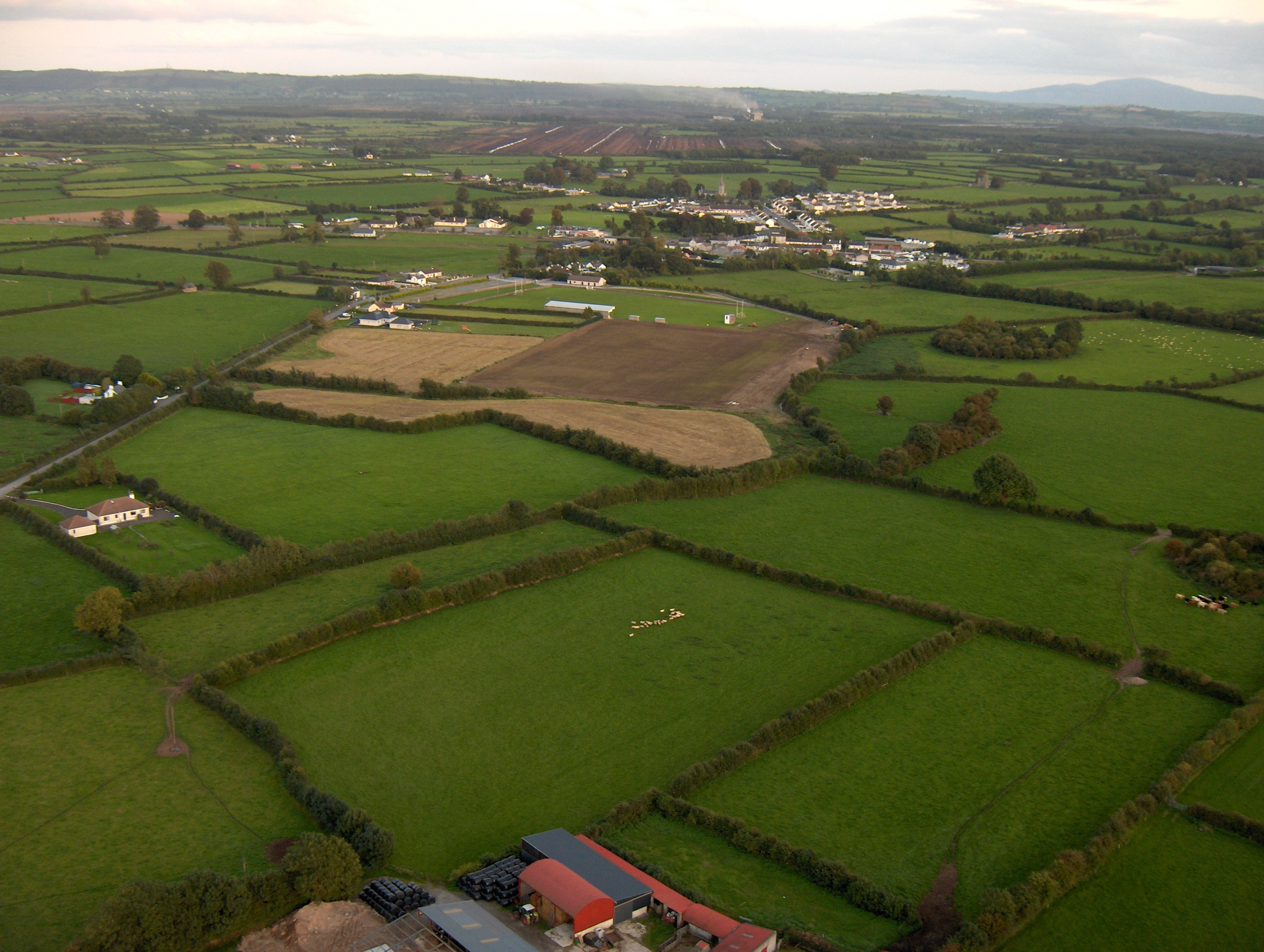
Paysage de bocage et de prairie dans le comté de Kilkenny montrant particulièrement la taille et la forme des parcelles

La superficie du pays est de 6,8 millions d'hectares. En 2010, la surface agricole utile de l'Irlande était de 4,6 millions d'hectares, ce qui représente près de 71,5 % de sa superficie. Elle était de 4,4 millions d'hectares de 2000.
En 2010, l'Irlande avait environ 140 000 exploitations agricoles contre 141 500 en 2000 et environ 170 000 en 1991. Dans le même temps, la superficie utilisée par l'agriculture a augmenté de 2,9 % sur ces dix ans passant de 4 443 000 hectares en 2000 à 4 569 000 hectares en 2010, soit près de 64 % de la superficie totale du pays. 
La superficie moyenne des exploitations est ainsi passée de 31,4 hectares à 32,7 hectares,. Elles étaient de 26 hectares en 1991. Près de deux tiers des exploitations ont une superficie comprise entre 10 et 50 hectares en 2010, pour près de 46 % de la superficie agricole utile. Les exploitations avec moins de 10 hectares représentent 18 % des exploitations du pays et 3 % de sa superficie agricole utile. Les exploitations d'une taille comprise entre 50 et 100 hectares représentent 15 % du nombre total d'exploitation et possèdent 28 % de la superficie agricole utile. Enfin celles ayant plus de 100 hectares représentent 3 % du total et 23 % de la superficie agricole utile. Dans le même temps, le nombre de parcelles par exploitation est passé de 1,9 en 1991, à 3,4 en 2005 et à 3,5 en 2007.
Le pays connait un prix du foncier élevé avec un prix proche de 25 000 € en moyenne par hectare en 2010 et de 45 000 € en 2013. Cette faible superficie des exploitations explique des revenus par exploitation faibles et un grand nombre d'agriculteurs vivant de plusieurs sources de revenus différentes. En 2007, 42 500 exploitations agricoles louaient environ 762 000 hectares, contre en 1991, 36 500 exploitations pour 553 000 hectares loués.
En 2010, la surface d'agriculture biologique représentait 0,5 % de la surface agricole utile soit 24 850 hectares. En 2020, elle est presque trois fois plus importante avec 73 000 hectares. L'objectif est d'atteindre 10 % de la SAU d'ici à 2030.

## Cultures

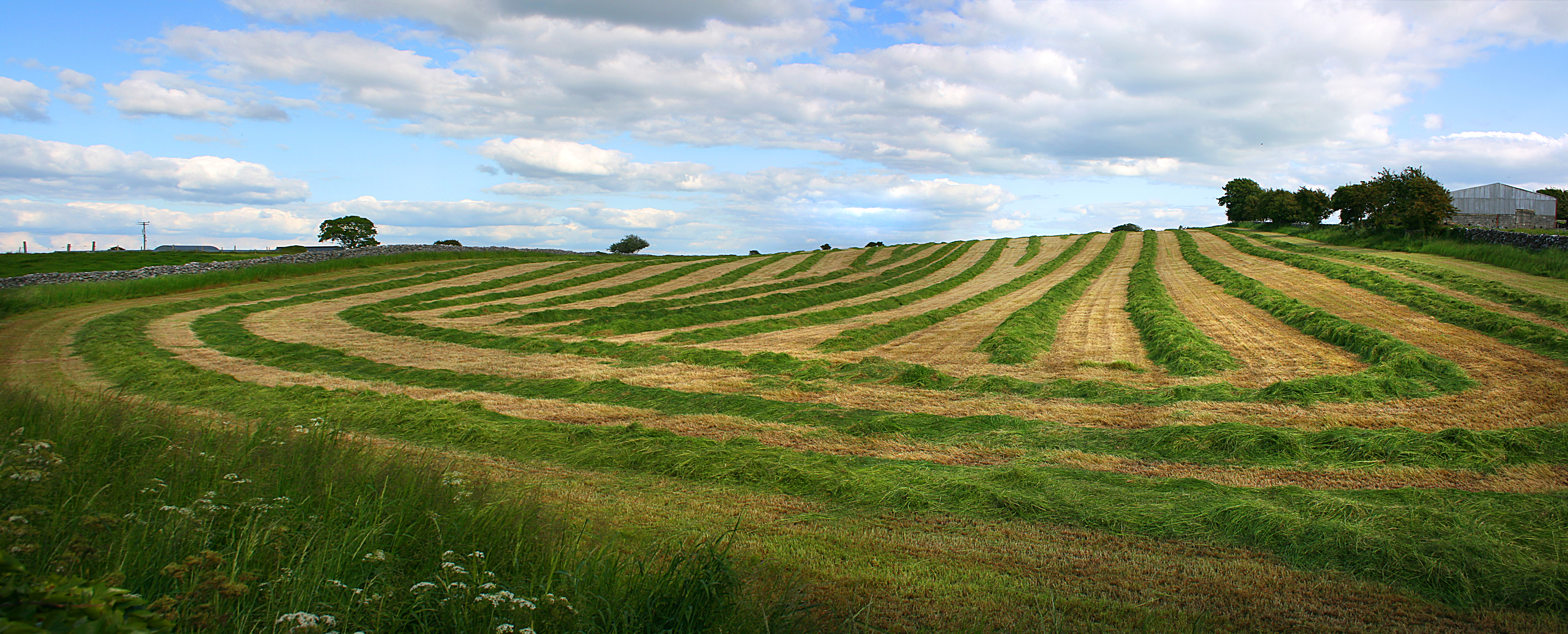
Foin fraichement coupé dans le comté de Galway.

L'agriculture en Irlande est principalement liée aux pâturages ou à la production de fourrage, soit par de la production de foin, soit par de l'ensilage . Les prairies et terrains de pâturages représentent 77,8 % de la superficie agricole du pays, soit 3,5 millions d'hectares. Le reste, c'est-à-dire 22,1 % soit environ 1 million d'hectares, est utilisé pour le fourrage (68 % de ces 22,1 %) et pour la céréaliculture (à 27 % de ces 22,1 %),. 
Ainsi, les cultures céréalières représentaient 532 000 hectares en 1970, contre 400 000 hectares en 2010, soit 8 % de la superficie agricole du pays. En 2013, seulement 300 000 hectares sont dédiés aux céréales. En 1999, la production de l'Irlande était d'environ 1,7 million de tonnes de betteraves à sucre, 1,3 million de tonnes d'orges, 600 000 tonnes de blé, 560 000 de tonnes de pommes de terre et 136 000 tonnes d'avoine,.
Entre 1970 et 2010, 440 000 hectares étaient convertis en forêts soit 6,4 % de la superficie du pays, la superficie forestière de l'Irlande est ainsi passée à 10,7 %, avec près de 745 500 hectares de forêt alors qu'elle n'était que de 4,3 %.

## Élevage

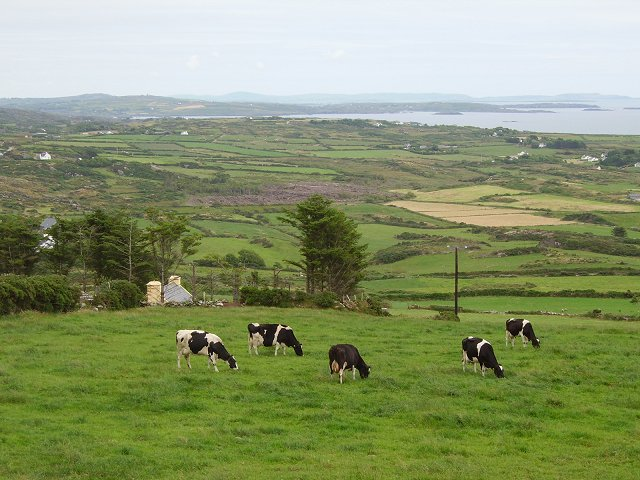
Élevage laitier dans le comté de Cork.

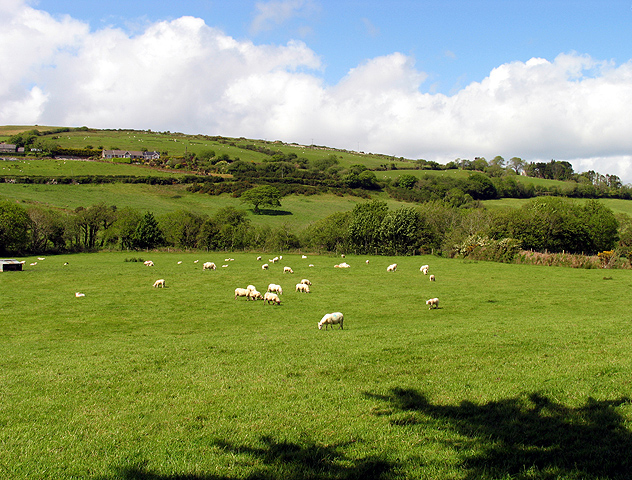
Élevage ovin dans le comté de Cork.

### Structure
Près de 80 % de la production agricole en valeur du pays est liée à l'élevage. Les pâturages représentent près de 90 % de la surface agricole initiale. L'Irlande compte entre 2013 et 2011 entre 6,9 et 6,5 millions de bovins (avec 1,1 million de vaches laitières et 1,1 million de vaches à viande), environ 5 millions d'ovins et 1,5 million de porcs,,. 90 % des exploitations du pays possèdent du bétail et 100 000 exploitations sont spécialisées dans l'élevage bovin. L'ouest du pays est spécialisé dans la production carnée quand l'est et le sud du pays se spécialisent dans la production laitière. 
L'élevage bovin via ses produits carnés et ses produits laitiers est la source de 58 % des revenus agricoles du pays. L'Irlande compte 6,5 millions de bovins en 2011, contre 5,9 en 2008. En 2011, environ 510 000 tonnes de viande de bœuf ont été exportées pour une valeur de 1,8 milliard d'euros. En 2008, l'Irlande avait exporté 450 000 tonnes de viande bovine alors que seulement 34 000 tonnes ont été importées dans le même temps. 
La production laitière du pays est en 2011 de 5,4 milliards de litres de lait, de 136 000 tonnes de beurre et 179 900 tonnes de fromages. En 2011, 495 millions de litres ont été consommés dans le pays. Les exportations de produits laitiers représentaient en 2011 près de 2,67 milliards d'euros. La production laitière s'élève à 5,2 milliards de litres de lait par an en 2008, avec en 2009 une production de 17 450 tonnes de fromages et de 120 000 tonnes de beurre. Les exploitations laitières ont en moyenne une superficie de 33 hectares,. La production laitière s'est fortement développée entre 1980 et 1998 grâce aux aides des subventions de la PAC.
L'Irlande possède en 2011 un cheptel ovin de 4,8 millions de bêtes, avec une production de 37 000 tonnes de moutons pour une valeur de 480 millions d'euros. Le pays possède environ 33 000 éleveurs ovins, pour des troupeaux ovins en moyenne de 100 bêtes.
En 2011, il y avait 1,56 million de porcs en Irlande, la même année le pays exportait 168 000 tonnes de porc pour une valeur de 395 millions d'euros. 
En 2008, l'Irlande avait un cheptel de 1,47 million de porcs, qui induisent des exportations de 129 000 tonnes par an soit une valeur de 368 millions d'euros.
L’Irlande a exporté en 2018 plus de 100 000 veaux nourrissons.

### Races locales
Un certain nombre de races est originaire d'Irlande. 
- Races bovines : Dexter, Irish moiled et Kerry
- Races équines : Tinker ou Irish Cob, Trait irlandais, Irish Sport Horse, Connemara, Kerry bog et la race disparue Irish Hobby

## Pêche
L'Irlande est également un important producteur de produits de la mer, avec une production de 262 000 tonnes dont près de 50 % est exportée. Le pays est ainsi présent dans l'aquaculture du saumon, mais aussi la production d'huître, la pêche du bouquet, du boulot, du tourteau, de la langoustine, du homard, etc.

## Commerce extérieur
Le pays importe fortement du fourrage et exporte largement des produits laitiers et carnés. En 2013, les exportations agricoles irlandaises se sont élevées à près de 10 milliards d'euros, dont près de 90 % provenait de l'élevage bovin.
Plus de 50 % de la production agricole irlandaise est exportée. La valeur de la production agricole irlandaise est passée de 314 millions de livres en 1972, date de son entrée dans l'Union européenne à 1,919 milliard de livres en 1995. Cela en partie grâce aux aides européennes.
La production agricole représente environ 2,5 % du PIB de l'Irlande, alors que les exportations agricoles représentent près de 25 % du total des exportations.